# جوزيف واين ميرسير
جوزيف واين ميرسير (بالإنجليزية: Joseph Wayne Mercer)‏ هو سياسي أمريكي، ولد في 25 فبراير 1845 في الولايات المتحدة، وتوفي في 13 مارس 1906. حزبياً، نشط في الحزب الديمقراطي.